# Puntchesakut Lake Park
Puntchesakut Lake Park är en park i Kanada.   Den ligger i provinsen British Columbia, i den centrala delen av landet, 3 500 km väster om huvudstaden Ottawa. Puntchesakut Lake Park ligger 924 meter över havet. Den ligger vid sjön Puntchesakut Lake.
Terrängen runt Puntchesakut Lake Park är platt åt nordväst, men åt sydost är den kuperad. Trakten runt Puntchesakut Lake Park är nära nog obefolkad, med mindre än två invånare per kvadratkilometer.. 
I omgivningarna runt Puntchesakut Lake Park växer i huvudsak barrskog.